# Tacheometro

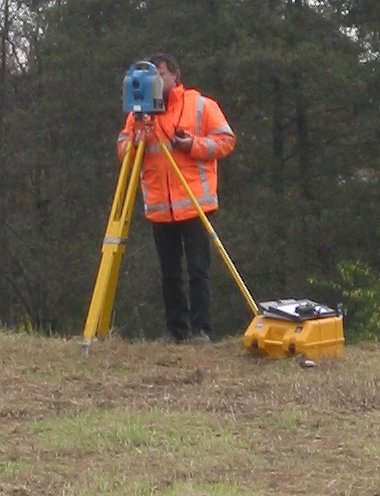
Tacheometro moderno

Il tacheometro è uno strumento topografico, simile al teodolite, atto alla misurazione sia angolare sia distanziometrica di media precisione.
Nel basamento trovano posto tre viti calanti che servono a posizionare l'asse principale dello strumento lungo la verticale terrestre, con l'ausilio di una livella sferica di primo centramento e attraverso una livella toroidale di alta precisione. Il centramento sul punto a terra è eseguito tramite il filo a piombo. All'interno del basamento è inserito un cerchio graduato che serve per la misurazione degli angoli azimutali. L'alidada ruota attorno all'asse primario del basamento orizzontale e sorregge il cannocchiale, la cui rotazione sull'asse dell'alidada permette la lettura degli angoli zenitali sul cerchio graduato verticale. Lo strumento quindi ha tre assi, verticale (alidada), orizzontale (basamento) e l'asse secondario del cannocchiale, perpendicolare a quello orizzontale e rotante attorno ad esso.

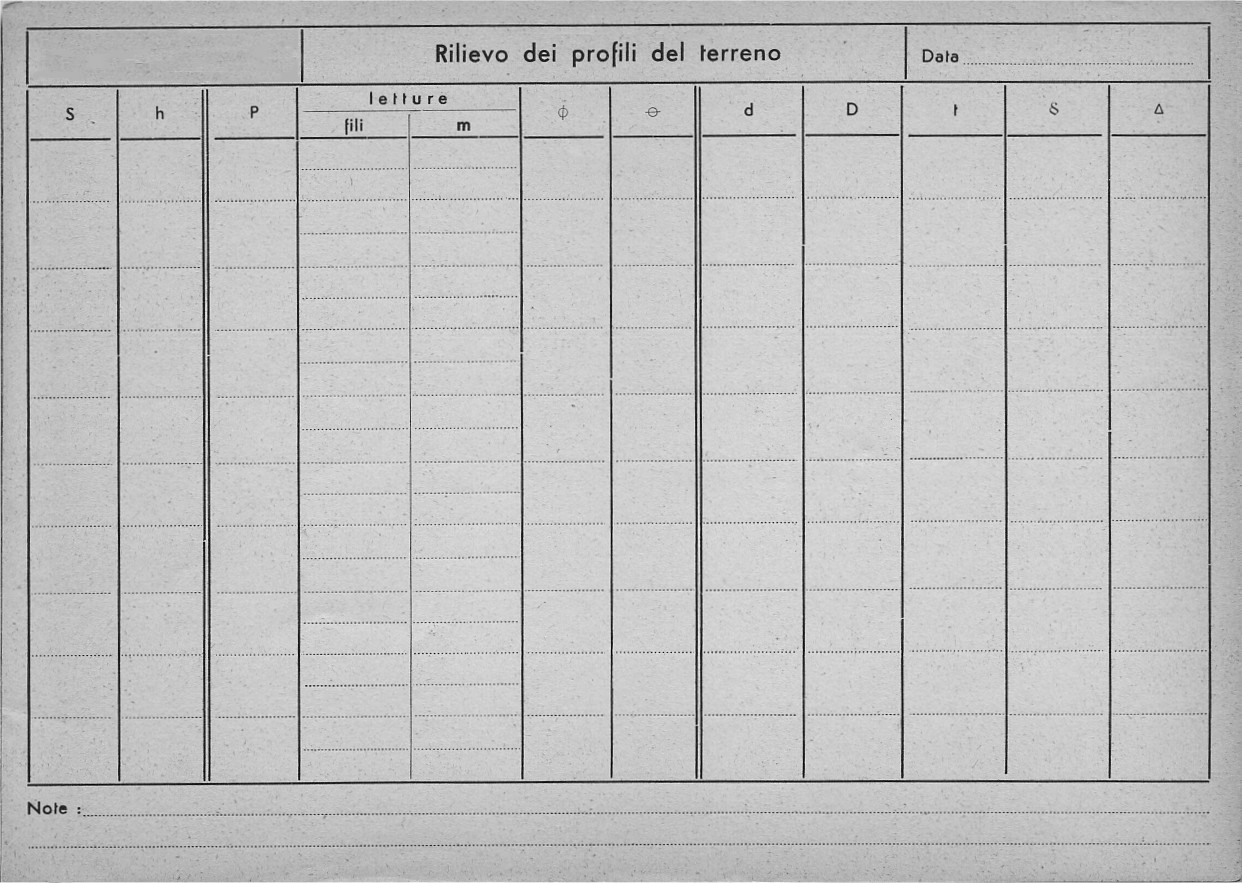
Foglio di libretto di campagna per tacheometro classico

Il tacheometro tradizionale è completamente manuale, con la lettura degli angoli che avviene all'esterno o all'interno del cannocchiale tramite cerchi graduati o altri strumenti visivi. Rispetto al teodolite presenta minore precisione nella misurazione degli angoli. La lettura della distanza viene invece effettuata tramite un reticolo graduato inserito nel cannocchiale, attraverso cui si effettuano delle letture visive su una stadia anch'essa graduata.
Attualmente è quasi completamente sostituito, così come il teodolite, dalla Stazione totale, a causa della maggiore semplicità di utilizzo e versatilità della stessa, che può fungere anche da livello.

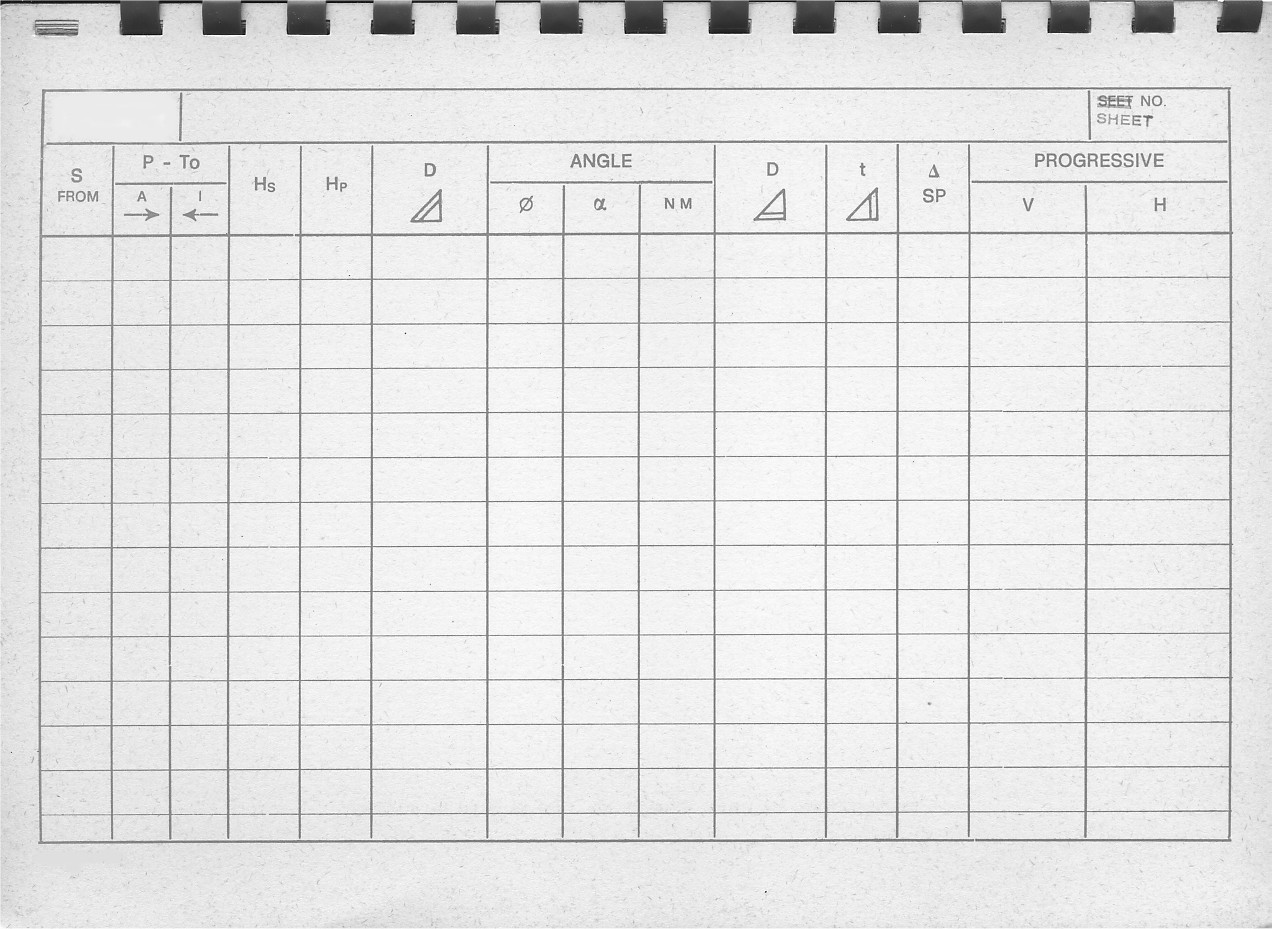
Foglio di libretto di campagna per distanziometro a raggi infrarossi

Sui moderni strumenti sono integrati oltre al distanziometro elettronico, ai componenti elettronici che permettono di misurare le rotazioni di cannocchiale e alidada (e quindi gli angoli azimutali e zenitali), al software per la lettura e, a volte, l'elaborazione dei dati rilevati, anche altri dispositivi utili a migliorare la precisione e minimizzare gli errori dell'operatore, quali un monocolo per centrare il punto a terra (piombino ottico) e un compensatore che serve a correggere la non perfetta verticalità dello strumento.